# Жаба Дибовського
Жаба Дибовського (Rana dybowskii) — вид земноводних з роду Бура жаба родини Жаб'ячі. Отримала назву на честь польського біолога Бенедикта Дибовського.

## Опис
Загальна довжина сягає 4,5—7,5 см. Голова і тіло доволі широкі. Шкіра майже гладенька з невеликими виступами уздовж спини. Самець має пару горлових мішечків—резонаторів, які використовуються під час шлюбного сезону. Спина бурого кольору різних відтінків до світло—оливкового і блакитного. Темні плями розташовані безладно, але іноді спина без плям. Уздовж спини може проходити нечітко відмежована, переривчаста світла смуга. Черево у самців переважно біле з жовто—зеленими тонами в паху, але може бути і плямистим. У самиць черево нерідко жовтувато—рожеве або помаранчевого відтінку, часто з мармуровим малюнком або плямистістю. На голові є скронева пляма.

## Спосіб життя
Полюбляє кедрово—широколистяні і широколистяні ліси, відкриті болота, зарості чагарників по берегах озер. Зустрічається на висоті до 900 м над рівнем моря. Активна у сутінках або вдень. При переслідуванні нерідко тікає у воду.
Живиться комахами, перш за все гусінню, жуками, і молюсками. Рідше поїдає мурах, павуків, багатоніжок, прямокрилих.
Зимує у воді, зазвичай у швидких річках і струмках, нерідко великими скупченнями.
Статева зрілість настає у 3 роки. Ікрометання проходить з кінця березня до середини травня, частіше в дрібних водоймах при середній скупченості 2—3 особини на 1 м². Самиця відкладає в середньому 1500–1600 яєць. Розвиток личинок триває до 150 діб. Довжина тіла цьоголіток відразу після метаморфоза становить 11—19 мм.

## Розповсюдження
Поширена у Китаї, Японії, на Корейському півострові, у Приморському краї і частини Хабаровського, на Сахаліні і Курильських островах (Російська Федерація).